# Галас Іван Іванович (гончар)
Іван Іванович Га́лас (нар. 3 листопада 1926, Влагово — пом. 22 жовтня 2004, Вільхівка) — український гончар, майстер художньої кераміки; член Національної спілки майстрів народного мистецтва України з 1991 року. Брат гончара Михайла Галаса.

## Біографія
Народився 3 листопада 1926 року в селі Влаговому (тепер село Вільхівка Хустського району Закарпатської області, Україна). Гончарству навчився у свого батька. До 1987 року працював у керамічному цеху Іршавського промислового комбінату. Помер у Вільхівці 22 жовтня 2004 року.

## Творчість
Створював декоративний і декоративно-ужитковий  посуд, який прикрашав рослинним та геометричним орнаментами, виконаними підполивним розписом із використанням техніки «урізу». 
Брав участь у всеукраїнськиї, всесоюзних та зарубіжних мистецьких виставках. 
Роботи майстра зберігаються у Національному музеї українського народного декоративного мистецтва.